# کلیسای آنجلی
کلیسای آنجلی مربوط به دوره قاجار است و در همدان، خیابان طالقانی، داخل محوطه بیمارستان اکباتان واقع شده و این اثر در تاریخ ۱۲ آبان ۱۳۷۸ با شمارهٔ ثبت ۲۴۵۹ به‌عنوان یکی از آثار ملی ایران به ثبت رسیده‌است.

## تاریخچه بنا
قبرستان ارامنه همدان در این منطقه از شهر بوده‌است. بیمارستان اکباتان در نزدیکی این کلیسا ساخته شد. بنیان‌گذار کلیسای آنجلی رابی اسحاق اورشان است. او پس از مرگ در حیاط کلیسا دفن شد.

## مشخصات سازه
کلیسای آنجلی از یک سالن تمام سنگی ساخته‌شده و دارای یک سقف شیروانی می‌باشد. کف کلیسا سنگ‌فرش و در آن چوبی است. پنجره‌ها چوبی مشبک هستند و در گذشته شیشه‌های آن‌ها رنگی بوده‌است.

## بهره‌برداری
این کلیسا در حال حاضر سالن اجتماعات پرسنل بیمارستان اکباتان است و به عنوان موزه یا نمایشگاه از آن استفاده نمی‌شود.

## نگارخانه

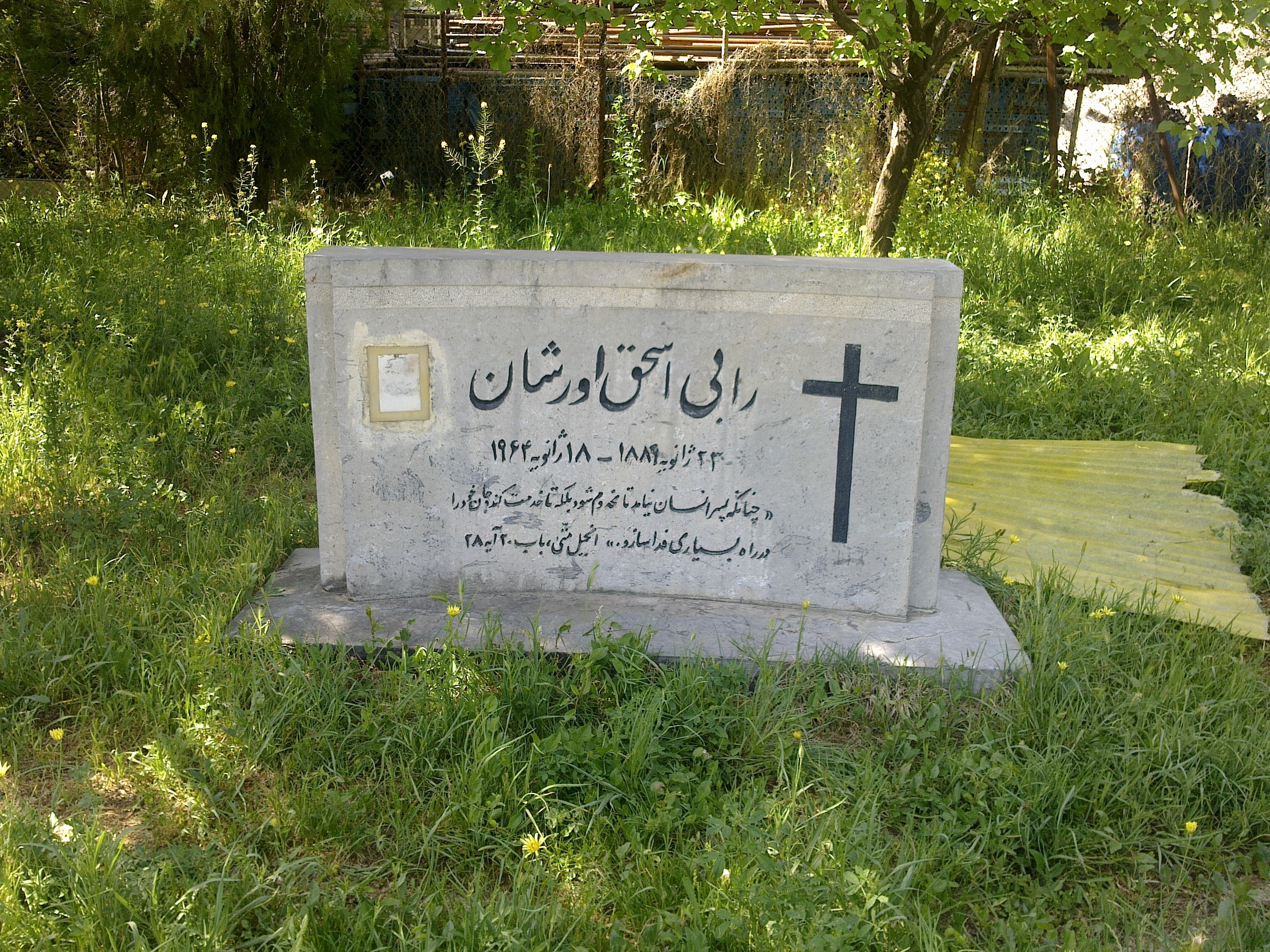
نمای روبروی سنگ قبر بنیان‌گذار کلیسا (عکس او تخریب شده‌است.)
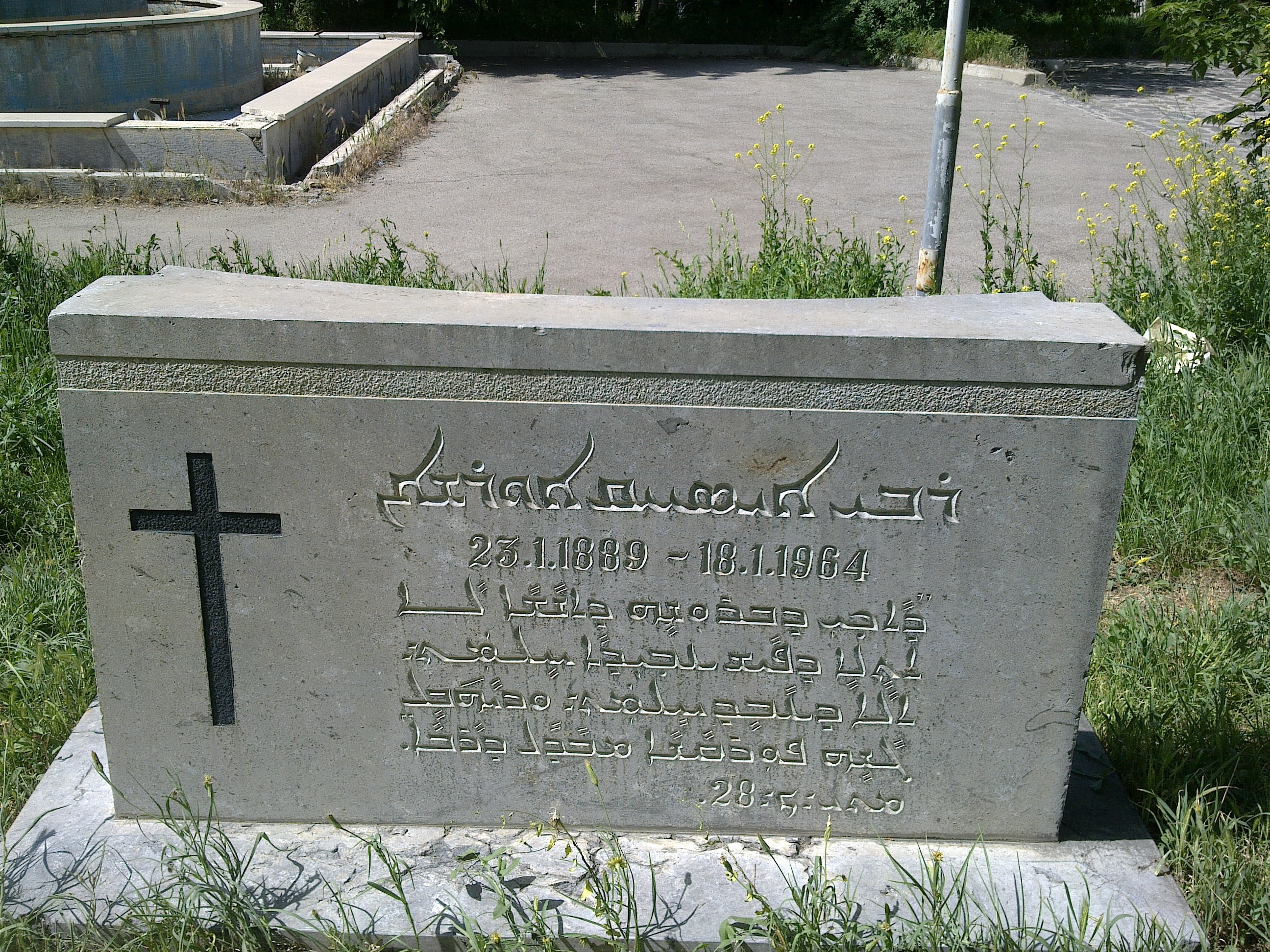
نمای پشت سنگ قبر بنیان‌گذار کلیسا